# Norges økonomi
Norges økonomi er en højt udviklet blandingsøkonomi, vor staten ejer strategiske områder. Selvom landet er sårbart overfor konjunkturer, så har landets økonomi vist robust vækst siden begyndelsen af den industrielle revolution. Landet har en meget høj levestandard sammenlignet med mange andre europæiske lande, og et stærkt integreret velfærdssystem. Norges moderne poduktions og velfærdsystem er baseret på finansielle reserver optjent ved at udnytte landets naturressourcer, særligt nordsøolie.